# Muzeum Risorgimento w Mediolanie
Muzeum Risorgimento w Mediolanie – muzeum przy ulicy Via Borgonuovo w Mediolanie we Włoszech, zlokalizowane w Palazzo Moriggia w kwartale Brera.
Zawiera kolekcję umundurowania, broni, obrazów, grafik i przedmiotów użytkowanych przez ważne postacie począwszy od okresu napoleońskiego aż po zjednoczenie Włoch. Muzeum posiada bibliotekę oraz archiwum historyczne.

## Historia Muzeum
Kolekcja obecnego Muzeum Risorgimento w Mediolanie powstała w wyniku zbiórki pamiątek z okresu zjednoczenia włoch  podczas przygotowań do Triennale w Mediolanie.